# 가막사리
가막사리는 국화과의 식물이다. 줄기는 20∼150cm로 가지를 치며 전체에 털이 나 있다. 잎은 마주나고, 밑쪽에 난 것은 바소꼴이고, 가운데에 난 것은 긴 타원형의 바소꼴이며 톱니가 있거나 3∼5개로 갈라진다. 꼭대기 조각잎은 긴 타원형의 바소꼴로서 양 끝이 좁고 가장자리에 톱니가 있으며, 양쪽 조각잎은 1∼2쌍으로 긴 타원형의 바소꼴이다. 꽃은 양성화이며 8∼10월에 지름 25∼35mm 노란 꽃이 가지 끝과 원줄기 끝에 1개씩 달리며, 꽃대의 길이는 4∼15cm이다. 설상화는 없고 4mm 정도의 관상화는 끝이 4개로 갈라진다. 열매는 수과로 길이 7∼11mm, 나비 2∼2.5mm이고, 가장자리와 능선 위에 거꾸로 난 가시가 있다. 결핵을 치료하는 데에 사용하며 어린 순은 식용한다. 아시아, 유럽, 북아메리카, 오스트레일리아 등지의 온대에서 열대에 분포한다.